# Constantin Selagea
Constantin Selagea (n. 3 mai 1958) este un fost deputat român în legislatura 2000-2004, ales în județul Alba pe listele partidului PSDR, care a devenit PSD. Constantin Selagea a fost membru FSN în 1990. În legislatura 2000-2004, Constantin Selagea a fost membru în grupurile parlamentare de prietenie cu Republica Coreea și Regatul Unit al Marii Britanii și Irlandei de Nord. 

## Legături externe
- Constantin Selagea[nefuncțională – arhivă]
 la cdep.ro